# Tännsjön
Tännsjön är en sjö vid Bodsjöedet ca 10 km nordväst om Duved i Åre kommun i Jämtland och ingår i Indalsälvens huvudavrinningsområde. Sjön har en area på 2,33 kvadratkilometer och ligger 434,3 meter över havet. Tännsjön ligger i Åreälven Natura 2000-område och skyddas av fågeldirektivet. Sjön avvattnas av vattendraget Buttulsbäcken.
Indalsälven som bildas strax väster om Tännsjön bildar i sjöns utlopp Tännforsen, Sveriges största vattenfall. Sjön, som omges av vackra, skogiga, obebyggda stränder och anses vara rätt grund. Utöver de för trakten vanliga fiskeslagen, öring och röding, finns i Tännsjön inplanterad regnbågsforell[källa behövs].

## Delavrinningsområde
Tännsjön ingår i delavrinningsområde (704140-134580) som SMHI kallar för Utloppet av Tännsjön. Medelhöjden är 504 meter över havet och ytan är 26,9 kvadratkilometer. Räknas de 234 avrinningsområdena uppströms in blir den ackumulerade arean 2 167,49 kvadratkilometer. Indalsälven (Bodsjöströmmen) som avvattnar avrinningsområdet har biflödesordning 2, vilket innebär att vattnet flödar genom totalt 2 vattendrag innan det når havet efter 336 kilometer. Avrinningsområdet består mestadels av skog (82 procent). Avrinningsområdet har 2,75 kvadratkilometer vattenytor vilket ger det en sjöprocent på 10,2 procent.